# Nuova Camorra Organizzata
La Nuova Camorra Organizzata (NCO) (en français : Nouvelle Camorra organisée) ou Camorra Réformé (CR) était une organisation criminelle mafieuse italienne napolitaine née de la disparition de l'ancienne Camorra des années 1950 et 1960, fondée le 24 octobre 1974 par un Camorriste napolitain, Raffaele Cutolo, dans la région de Campanie. Cette organisation criminelle mafieuse nommé NCO fonctionnera pendant 10 ans avant de disparaitre définitivement dès 1985.

## Histoire
La Nouvelle Camorra Organisée (NCO) ou Camorra Réformée (CR) a été créée dans le but de restaurer l'activité de l'ancienne Camorra des années 1950 et 1960, qui s'occupait de cigarettes de contrebande et d'extorsion de fonds sur le marché napolitain des fruits et des légumes. À cette fin, Raffaele Cutolo a créé une organisation structurée et hiérarchique, en contraste avec les clans traditionnels de la Camorra, généralement fragmentés. Les membres étaient désignés par les clans rivaux et les forces de l'ordre italiennes sous l'appellation de Cutoliani. 
Selon le ministère de la Justice italien, en 1981, la Nouvelle Camorra Organisée (NCO) ou Camorra Réformée (CR) est l'une des deux plus puissantes organisations criminelles mafieuses italiennes avec la Cosa Nostra sicilienne, assurant le revenu de plus de 200 000 personnes dans la seule région napolitaine. 
Alliée dans les affaires de trafic de cocaïne à échelle internationale avec le Pérou à la Cosa Nostra sicilienne et avec de nombreux clans calabrais de la 'Ndrangheta et la Nuova Grande Camorra Pugliese, précurseur de la Sacra corona unita des Pouilles, la Nouvelle Camorra Organisée (NCO) a finalement été supplantée par la Nuova Famiglia ou Nouvelle Famille (NF), une confédération de clans composée de Michele Zaza, un patron de Camorra ayant des liens étroits avec Cosa nostra, le clan Gionta de Torre Annunziata, le clan Nuvoletta de Marano, Antonio Bardellino de San Cipriano d'Aversa et Casal di Principe, le clan Alfieri de Saviano, dirigé par Carmine Alfieri, le clan Galasso de Poggiomarino, dirigé par Pasquale Galasso, le clan Giuliano du quartier de Fortana à Naples, dirigé par Luigi Giuliano, et le clan Vollaro de Portici, dirigé par Luigi Vollaro.
La guerre qui en a résulté entre la Nouvelle Famille (NF) et la Nouvelle Camorra Organisée (NCO) fait un grand nombre de victimes des deux côtés, et se termine par la victoire de la Nouvelle Famille (NF). La Nouvelle Camorra Organisée (NCO) sera considérée comme définitivement morte en 1985 lorsque plusieurs de ses patrons et membres ont été tués ou emprisonnés. La Camorra de Cutolo est décrite comme une « Camorra de masse » de jeunes chômeurs spécialisés dans le trafic de cocaïne ou de cigarettes de contrebande et le racket dit de "protection", tandis que la Camorra de Carmine Alfieri était considérée comme la « Camorra politique » en raison de sa capacité à obtenir des contrats du secteur public par le biais de contacts politiques, et celle de Lorenzo Nuvoletta comme « Business Camorra » qui réinvestit l'argent du trafic de drogue de l'héroïne dans la construction après le tremblement de terre de 1980.